# Koby Israelite
Koby Israelite est un compositeur et multi-instrumentiste israélien né à Tel Aviv (Israël) le 23 novembre 1966.
Même si son style reste unique, on peut facilement le rapprocher des œuvres de John Zorn et Mr. Bungle. Sa musique est donc variée, incorporant des éléments de klezmer, jazz, funk, metal, musique balkanique, etc.
Il compose seul ses albums (à l'exception de "Orobas" qui est entièrement composé par John Zorn et "Tequila Girls" qui est coécrit avec Adam Rogers) et interprète lui-même une grande partie des instruments : batterie, accordéon, guitares, banjo Indien, basse, clarinette, flutes, claviers, melodica, percussions, samples et chants.

## Biographie
traduit du site officiel
"J'ai commencé à étudier le piano au Conservatoire à partir de l'âge de 9 ans.
A 14 ans, j'ai demandé (supplié) à mes parents de m'offrir une batterie, mais j'ai dû m'en construire une moi-même à partir de pièces d'anciennes batteries.
J'ai alors commencé par jouer des reprises de punk (en hébreu) avec des groupes à l'école.
A 17 ans j'étudie la batterie à la "David Rich Drumming School" de Tel Aviv pendant 2 ans.
Durant mon apprentissage, je me suis intéressé au jazz, m'inspirant de Tony Williams, Peter Erskine et Jack Dejohnette. Parallèlement je me suis passionné pour le heavy metal, jouant dans le premier groupe de speed metal israélien.
À un peu plus de 20 ans, je débarque en Angleterre avec la musique à l'esprit. Je joue dans des groupes de heavy rock et de fusion. Durant cette période, deux des groupes dans lesquels j'ai joué ont failli signer avec des grandes maisons de disques mais cela n'aboutit jamais. Ce fut alors une révélation pour moi, je compris que je n'y arriverais pas en étant dans un groupe et que je devais me débrouiller seul.
En 1994, j'étais devenu batteur de session, jouant, enregistrant et faisant des tournées avec divers artistes. Je vivais en jouant 5 à 6 concerts par semaine. C'est durant cette période que j'ai commencé à penser à travailler sur ma propre musique. En 1999 finalement j'ai commencé à écrire et enregistrer.
Une fois que j'ai eu assez de chansons écrites dont j'étais satisfait, j'ai envoyé une démo à John Zorn. En tant que compositeur, j'adore des groupes comme Naked City qui incorporent plusieurs styles et genres dans un même album. Mon écriture était à l'image de ce style, et j'ai pensé que si ça pouvait plaire à quelqu'un, ça ne pouvait être que John Zorn. Mon intuition fut la bonne. Et John Zorn me demanda de commencer à écrire pour la section "Radical Jewish Series" de son label Tzadik."

## Albums
- 1999 - Tequila Girls
- 2001 - I Think Therefore I'm Not Sure
- 2003 - Dance Of The Idiots[1]
- 2005 - Mood Swings[2]
- 2006 - Orobas: Book of Angels Volume 4[3]
- 2009 - King Papaya
- 2009 - Is He Listening?
- 2013 - Blues From Elsewhere[4]

## Apparitions
- 2003 - Masada Anniversary Edition Vol. 3: The Unknown Masada : http://www.tzadik.com/index.php?catalog=7181